# Masse solaire par jour
La masse solaire par jour est l'unité dérivée du système astronomique d'unités utilisée en particulier en astronomie et en astrophysique pour mesurer entre autres des taux d'accrétion, des taux d'émission (vents stellaires par exemple), de production (taux de formation stellaire). Elle correspond, comme son nom l'indique, à une variation de masse d'une masse solaire en une journée — de façon normalisée, 86 400 secondes du Système international d'unités.